# In the Midst of Beauty
In the Midst of Beauty è il decimo album in studio del Michael Schenker Group, pubblicato nel 2009.

## Tracce
Tutte le tracce sono state scritte da Michael Schenker e Gary Barden. 
1. "City Lights" - 3:44
2. "Competition" - 3:20
3. "I Want You" - 4:32
4. "End of the Line" - 4:01
5. "Summerdays" - 5:12
6. "A Night to Remember" - 4:39
7. "Wings of Emotion" - 4:04
8. "Come Closer" - 2:57
9. "The Cross of Crosses" - 4:55
10. "Na Na" - 3:33
11. "I Am the One" - 3:54

## Formazione
- Gary Barden - voce
- Doogie White - voce
- Michael Schenker - chitarra
- [[Don Airey

```
tastiera elettronica|tastiera]]
```

- Neil Murray - basso
- Simon Phillips - batteria